# Watersnoodbrug
De Watersnoodbrug is een vaste brug in Amsterdam-Noord.
De brede verkeersbrug is gelegen in de Waddenweg en voert over de restanten van de ringsloot/ringvaart rondom de Buikslotermeerpolder tussen het Noordhollandsch Kanaal en de Grote Die. Ze ligt op de noordelijke grens van de Waddenbuurt.
Een eerste brug kwam hier in de jaren veertig te liggen. Het vormde toen de verbinding tussen de Waddenweg en de Buikslotermeerdijk, waar toen aan de ringsloot een rijtje huizen stond. Bij het volbouwen van de Buikslotermeerpolder in de jaren zestig naar een plan van Frans van Gool werd een bredere verkeersbrug noodzakelijk. Het ontwerp van de brug kwam van de Dienst der Publieke Werken. De architect voor deze brug was Dirk Sterenberg. Er kwam een zeer breed opgezette betonnen brug (betonnen overspanning, betonnen landhoofden en betonnen kolommen voor de balustrades) met blauw geschilderde metalen balustrades/leuningen. Dit alles werd aangevuld met terrasachtige uitbreidingen met bankjes ook ontworpen door Sterenberg. Alles werd daarbij in een strikt rechthoekig patroon uitgevoerd. De bruggen in die tijd vertonen een grote gelijkenis met elkaar; het zijn variaties op een centraal ontwerp.
De brug ging vanaf haar aanleg anoniem door het leven, dat wil zeggen alleen aangeduid met een nummer 943. De gemeente Amsterdam vroeg in 2016 aan de Amsterdamse bevolking om mogelijke namen voor dergelijke bruggen. Veel inzendingen werden niet gehonoreerd, maar deze brug kreeg de naam Watersnoodbrug, een verwijzing naar de Stormvloed van 1916 (13 en 14 januari), waarbij delen van landelijk noord en daarboven onder water kwamen te staan. Deze watersnoodramp was er de oorzaak van dat een aantal gemeenten zich vrijwillig lieten annexeren door de gemeente Amsterdam.

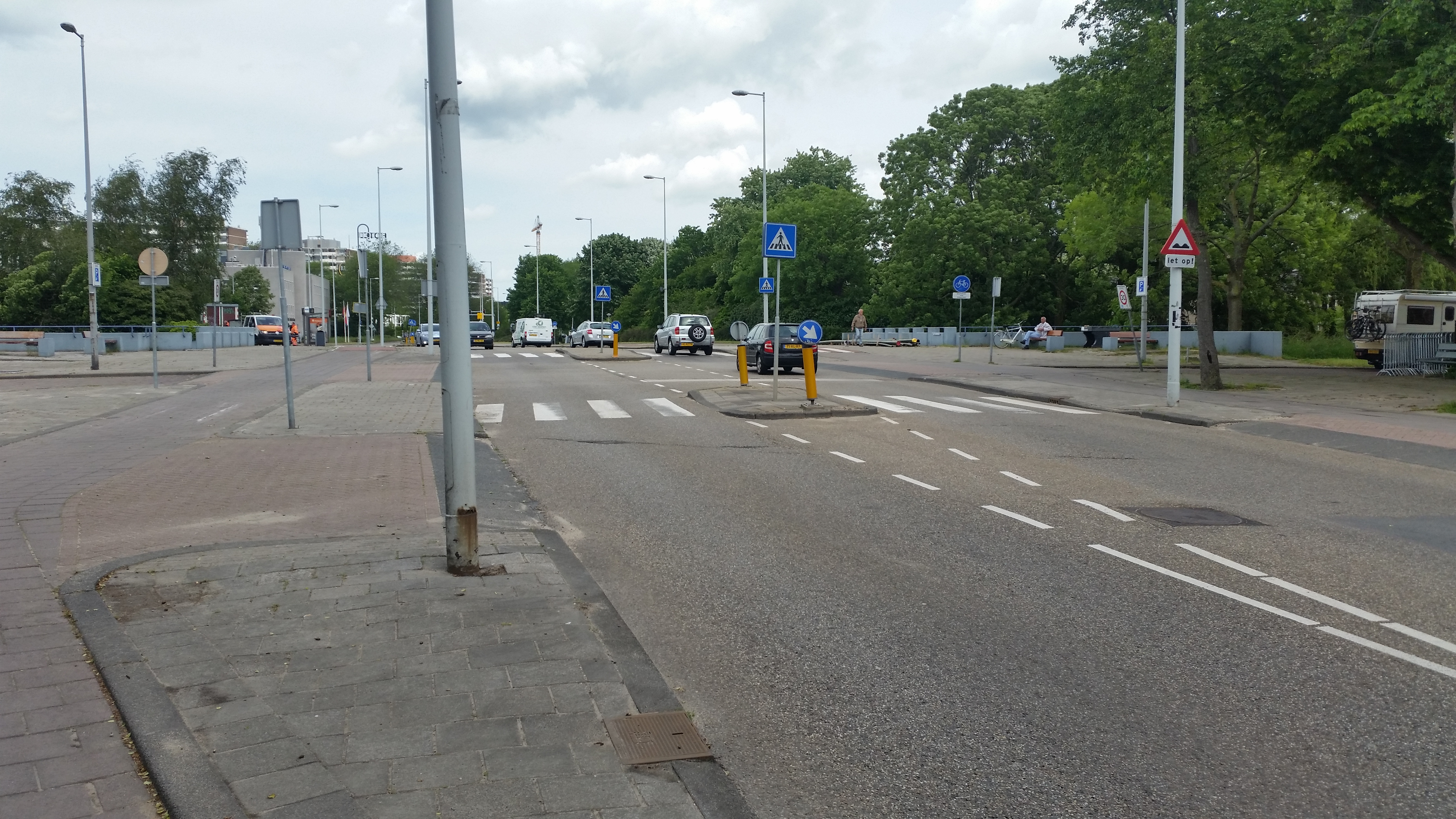
Overzicht over Watersnoodbrug (mei 2019)
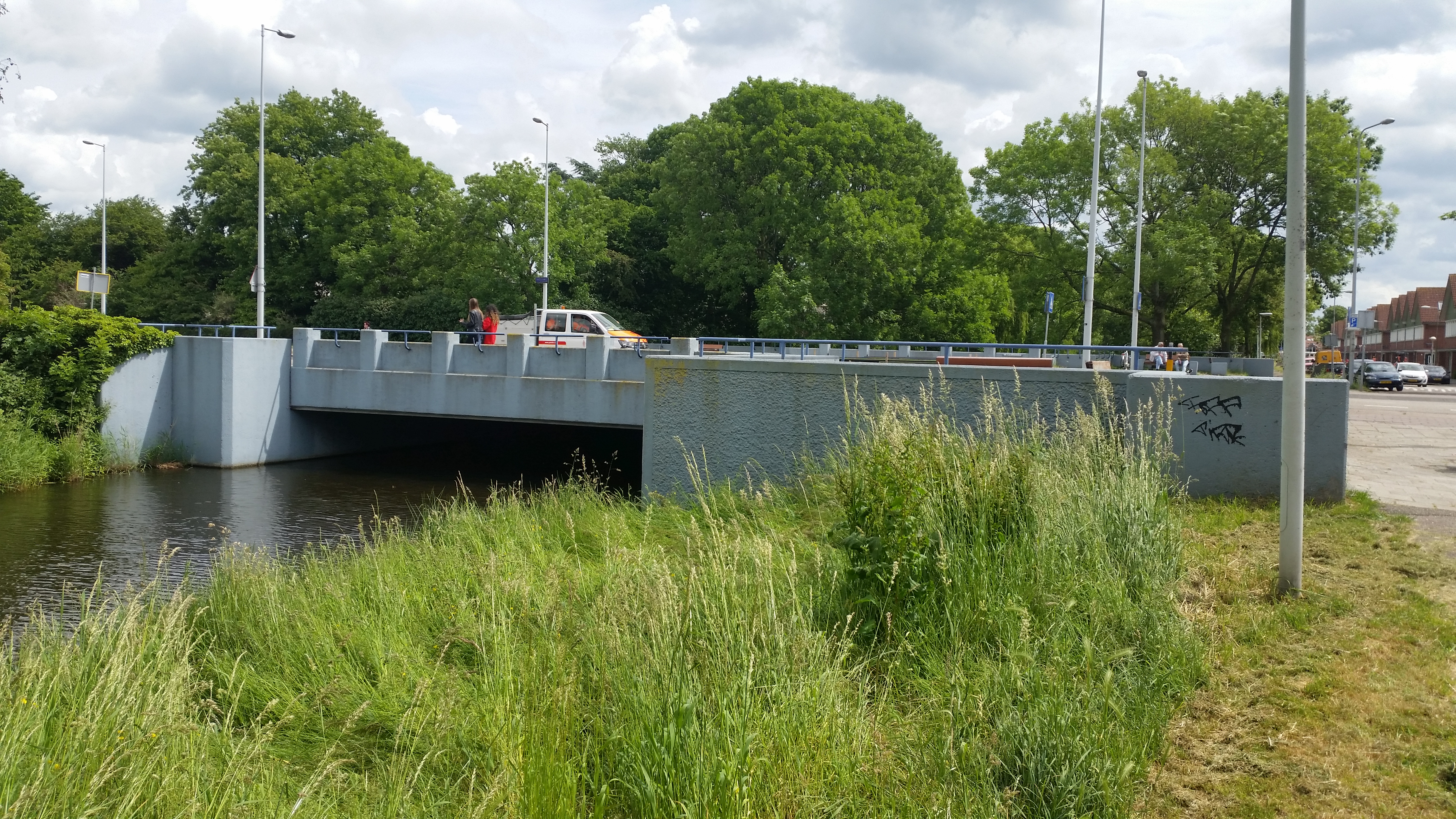
Zijaanzicht Watersnoodbrug (mei 2019)

<<< · 900 · 901 · 904 · 905 · 906 · 907 · 908 · 909 · 912 · 913 · 914 · 915 · 916 · 917 · 918 · 919 · 920 · 923 · 924 · 930 · 932 · 933 · 934 · 935 · 936 · 937 · 939 · 943 · 944 · 945 · 946 · 947 · 948 · 949 · 950 · 951 · 952 · 953 · 954 · 956 · 957 · 958 · 959 · 960 · 961 · 962 · 963 · 964 · 965 · 966 · 967 · 968 · 970 · 971 · 972 · 973 · 974 · 975 · 978 · 979 ·  980 · 981 · 984 · 985 · 986 · 987 · 988 · 989 · 990 · 991 · 992 · 993 · 994 · 995 · 996 · 997 · 998 · 999 · >>>
Brugnummers  902, 903, 910, 911, 920, 921, 922, 925, 926, 927, 928, 929, 931, 937, 938, 940, 941, 942, 955, 969, 976, 977, 982, 983 zijn niet (meer) vergeven.